# Palais (affluent du Lary)
Pour les articles homonymes, voir Palais (homonymie).
Le Palais (également appelé ruisseau Fond de Lafaye sur ses premières centaines de mètres) est une rivière française du sud des Charentes, affluent du Lary et sous-affluent de l’Isle.

## Géographie
Il prend sa source en Charente à 134 mètres d'altitude sur la commune de Brossac, un kilomètre au nord du bourg, près du lieu-dit Maine Marie. 
Il rejoint le Lary en rive gauche à 21 mètres d'altitude, en Charente-Maritime, trois kilomètres au sud du bourg de Saint-Pierre-du-Palais, au lieu-dit Sureau.
Son cours est long de 31,1 km.
Il ne faut pas le confondre avec le Palais, affluent de l'Isle, distant d'une vingtaine de kilomètres.

## Affluents
Parmi ses huit affluents répertoriés, les deux principaux sont :
- la Poussonne (également appelée ruisseau des Lorettes), en rive gauche,
- le Mouzon, en rive droite.

## Départements, communes et cantons traversés
Le Palais traverse deux départements, dix communes et deux cantons :
- Charente
  - Canton de Brossac
    - Brossac (source), Passirac, Guizengeard, Saint-Vallier, Sauvignac
- Charente-Maritime
  - Canton de Montguyon
    - Boresse-et-Martron, Neuvicq, Montguyon, Le Fouilloux, Saint-Pierre-du-Palais (confluence)

## Patrimoine

### Monuments de la vallée du Palais
- Le château du Châtelard, XIXe siècle, à Passirac.
- L'église Saint-Jean-Baptiste, XIIe siècle, à Guizengeard.
- L'église Notre-Dame de Boresse, XIIe siècle, à Boresse.
- L'église Saint-Pierre, XIIe siècle, à Martron.
- Le logis des Quatre Puits, XVIIe siècle, à Neuvicq.
- L'église Saint-Pierre devenue Saint-Louis, XIIe siècle, à Révignac du Fouilloux.
- L'église Saint-Pierre, XIIe siècle, à Saint-Pierre-du-Palais.

### Moulins à aubes du Palais
Les 26 moulins du Palais sont très anciens, presque tous représentés sur la carte de Cassini, excepté ceux de Guizengeard, Boresse et la Martre. Les plans du cadastre napoléonien détaillent parfois le nombre de roues à aubes. Hormis le moulin de chez Verdeau qui a totalement disparu, les autres moulins existent toujours mais ne fonctionnent plus.
- Le moulin de la Basse-Roche, rive gauche côté Brossac.
- Le moulin de l'Étang du Châtelard, rive gauche côté Brossac.
- Le moulin de Baillargeau, rive gauche côté Brossac (émissaire de l'étang-Vallier).
- Le moulin Noir, rive gauche côté Brossac.
- Le moulin du Verdier, rive gauche côté Brossac.
- Le moulin de Monac, rive droite côté Brossac.
- Le moulin de Bouchet, rive droite côté Guizengeard (la Nauve-de-la-Motte émissaire).
- Le moulin de Guizengeard, rive droite côté Guizengeard (le ruisseau des Marais émissaire).
- Le moulin de Boresse, rive droite côté Boresse.
- Le moulin de chez Verdeau, rive gauche côté Saint-Vallier, deux roues en 1837.
- Le moulin de Briollaud, rive gauche côté Saint-Vallier (la Poussonne émissaire).
- Le moulin de Martron, rive gauche Martron.
- Le moulin de Bodet, rive gauche côté Le Fouilloux.
- Le moulin de Barbotin, rive gauche côté Le Fouilloux.
- Le moulin de Berteaude, rive gauche côté Le Fouilloux.
- Le moulin de Ricot, rive droite côté Montguyon, deux roues en 1841.
- Le moulin du Gât, rive droite côté Montguyon.
- Le moulin de Cottières, rive droite côté Montguyon (alimenté par le Lavillon).
- Le moulin de Coutolle, rive droite côté Montguyon.
- Le moulin du Bout, rive gauche côté Le Fouilloux.
- Le moulin du Sablard, rive droite Saint-Pierre-du-Palais (alimenté par le Mouzon et le Loirat).
- Le moulin du Taillant, rive droite Saint-Pierre-du-Palais, deux roues en 1841.
- Le moulin du Petit-Simonneau, rive gauche côté Saint-Pierre-du-Palais, une roue en 1841.
- Le moulin de Sagaud, rive gauche côté Saint-Pierre-du-Palais, deux roues en 1841.
- Le moulin de La Martre, rive gauche côté Saint-Pierre-du-Palais, une roue en 1841.
- Le moulin du Sureau, rive gauche côté Saint-Pierre-du-Palais, trois roues en 1841 (le Lary émissaire).

## Écologie
Les vallées du Palais et du Lary font partie du réseau Natura 2000 qui les considère comme sites importants pour la conservation d'espèces européennes menacées telles que la cistude (Emys orbicularis), la loutre (Lutra lutra), le vison (Mustela lutreola) ou la lamproie de Planer (Lampetra planeri).